# 2011 a kriminalisztikában
Ez a lap 2011 jelentősebb bűnügyeit illetve azokkal kapcsolatos információkat sorol fel.
- július 22. – Norvégia: A 32 éves Anders Behring Breivik, norvég szélsőséges terrorista kettős merényletet hajtott végre, melynek következtében összesen 77 ember halt meg. Oslóban a kormányépület előtt egy autóba rejtett pokolgépet robbantott fel, itt nyolc ember vesztette életét és több mint tízen életveszélyesen megsérültek. Breivik alig két órával ezután Utøya szigetére ment, ahol egy ifjúsági tábor területén, rendőrnek álcázva magát lövöldözni kezdett. A lövöldözés során 69 táborozó fiatallal végzett.[1] A rendőrök csak 50 perccel később tudtak a helyszínre érni, Breivik megadta magát nekik. Tárgyalása során a pszichológiai vizsgálatok épelméjűnek találták, így 21 év börtönbüntetésre ítélték.[2]

- szeptember 15. – Magyarország: Másodfokon életfogytiglani börtönbüntetésre ítélte a bíróság Pocsai Józsefet, aki a jogerős ítélet szerint Kiskunlacházán 2008-ban megerőszakolta és megfojtotta a 14 éves Horák Nórát.[3]
- október 9. - Románia: Gyurgyevóban (Giurgiu)  egy szórakozóhelyen történt incidens során Chauncey Hardy amerikai kosárlabdajátékos életét vesztette. A Gyurgyevói lincselésként elhíresült esete jelentős médiavisszhangot kapott RRomániában, az Egyesült Államokban és Magyarországon is, a Marian Cozma halálával kapcsolatos párhuzamok miatt.[4]